# 杜蚶
杜蚶，一名杜胡目，台灣戲曲樂師、民樂工作者、作曲家，1896年生，1950年辭世，臺北縣永和市（今新北市永和區）人。
他創作了《金水仙》、《白水仙》（《銀水仙》）、《三盆水仙》、《五空仔哭》（《哭調四反》）等歌仔戲新曲調，並為歌仔戲核心曲調《七字調》編創了數種以上的新唱腔（新唱法），宜蘭縣政府文化局出版的《歌仔戲曲調之美》專輯裡收錄了這些作品。
原名陳水柳的陳冠華是他的學生。
收錄在施叔青《台上台下》一書中的魚鰍先這篇陳冠華專訪，提出杜蚶是第一個將管這種樂器引進台灣戲曲音樂界和台灣民樂界的音樂家，杜蚶當時用的管是從中國福州進口，應該就是閩劇（福州戲）使用的閩劇管子（福州管）。
《歌仔戲曲調之美》專輯裡的杜蚶創作曲調由陳冠華和許再添擔任樂隊領導（文場領班；文場領導；樂隊隊長），陳冠華的學生林水泉打鼓（司鼓）。